# اكمة عسق (القفر)
اكمة عسق

تعديل مصدري - تعديل

اكمة عسق محلة تابعة لقرية قرقفان، التابعة لعزلة بني ساوي بمديرية القفر إحدى مديريات محافظة إب في الجمهورية اليمنية، بلغ تعداد سكانها 30 حسب تعداد اليمن لعام 2004.